# Winzige Zwergfledermaus
Die Winzige Zwergfledermaus (Pipistrellus tenuis) ist ein im südöstlichen Asien und in westlichen Bereichen der Region Australis verbreitetes Fledertier in der Gattung der Zwergfledermäuse. Das Typusexemplar stammt von Sumatra.

## Taxonomie, Verbreitung und Benennung
Die unter diesem Taxon zusammengefassten Populationen stellen vermutlich einen Artenkomplex dar. Einige früher als Unterarten zugerechnete Populationen, wie die Neu-Guinea-Zwergfledermaus (Pipistrellus angulatus [als P. t. ponceleti]) oder die neuzeitlich ausgestorbene Weihnachtsinsel-Zwergfledermaus (Pipistrellus murrayi), sind schon als Arten anerkannt. Für andere Unterarten, wie P. t. mimus, ist die Zugehörigkeit umstritten. Im 9. Band von Mammal Species of the World werden sechs Unterarten gelistet.
- Pipistrellus tenuis tenuis, als Typus, lebt auf Sumatra
- Pipistrellus tenuis mimus, kommt von Afghanistan bis Myanmar vor
- Pipistrellus tenuis nitidus, ist auf Borneo, Sulawesi, auf den Philippinen, auf den Kleinen Sundainseln und auf Ambon verbreitet
- Pipistrellus tenuis portensis, lebt im südöstlichen China, auf der Indochinesischen Halbinsel, der Malaiischen Halbinsel und auf Hainan
- Pipistrellus tenuis sewelanus, bewohnt Java, Bali und Lombok
- Pipistrellus tenuis subulidens, ist endemisch auf einer der Natuna-Inseln

Das Wörterbuch der Säugetiernamen nennt auch Timor-Zwergfledermaus als Trivialnamen. Der gelegentlich auftretende Name „Weißflügelfledermaus“, passt mehr zur Vordermann-Zwergfledermaus (Hypsugo vordermanni), die früher zu Pipistrellus gezählt wurde oder zur Weißflügel-Zwergfledermaus (Neoromicia tenuipinnis).

## Merkmale
Wie der Name andeutet, ist die Art mit einer Kopf-Rumpf-Länge von 33 bis 45 mm, einer Schwanzlänge von 20 bis 35 mm und einem Gewicht von 2,9 bis 4,2 g eine winzige Fledermaus. Sie hat 25 bis 31 mm lange Unterarme, Hinterfüße von 3 bis 7 mm Länge und 5 bis 11 mm lange Ohren. Die Haare des seidenweichen Fells sind oberseits dunkelbraun. Unterseits sind die Haare gelbbraun an den Wurzeln und dunkelbraun an den Spitzen. Nackte Bereiche der Schnauze haben wie die Ohren und die Flughäute eine dunkelbraune Farbe. Vom Schwanz ragt nur eine kleine Spitze aus der Schwanzflughaut, die auch am Fersensporn (Calcar) befestigt ist. Der Tragus im Ohr ist rohrförmig mit einer abgerundeten Spitze. Der diploide Chromosomensatz besteht gewöhnlich aus 38 Chromosomen (2n=38). Ein Fund mit 2n=42 ist dokumentiert. Die inneren oberen Schneidezähne haben eine Krone mit zwei Höckern und die ersten Prämolaren liegen in beiden Kiefern etwas außerhalb der Zahnreihe.

## Lebensweise
Wenn Weibchen nicht paarungsbereit sind, leben beide Geschlechter, mit Ausnahme der Jungtiere, getrennt. Sie ruhen in Baumhöhlen, im dichten Blattwerk der Baumkronen, in Mauerspalten oder in ähnlichen Verstecken und bilden Gruppen mit bis zu 25 Mitgliedern. Da die Anzahl der Weibchen, die Anzahl der Männchen weit übersteigt, wird angenommen, dass diese durch verschiedene Faktoren früher sterben. Die Gruppen verlassen den Ruheplatz gegen Sonnenuntergang und fliegen schnell mit vielen Wendungen. Dabei lassen sie sich von Starkregen nicht beeindrucken. Die Rufe zur Echoortung haben mindestens eine Frequenz von 35,5 bis 42 kHz und maximal eine Frequenz von 51,5 bis 73,5 kHz. Die stärkste Intensität der 7,5 bis 10,3 Millisekunden langen Rufe wird bei 32,8 bis 47,5 kHz erreicht.
Die Winzige Zwergfledermaus hält sich je nach Region in unterschiedlichen Habitaten auf. Sie bewohnt Wälder, Mangrove, Gebirge und menschliche Siedlungen. Die Fledermaus lebt gewöhnlich im Flach- und Hügelland bis 800 Meter Höhe. Auf Borneo und auf den Philippinen kann sie 2650 Meter Höhe erreichen.
In Indien erfolgt die Jagd am Anfang der Nacht im Unterwuchs und später im Umfeld der Baumkronen. Je nach Region werden unterschiedliche Insekten wie Käfer, Schmetterlinge, Zweiflügler, Ameisen, Schaben, Hautflügler oder Heuschrecken gefangen. Allgemein hat die Winzige Zwergfledermaus jährlich zwei Paarungszeiten, die je nach Population variieren. In Indien wurden Weibchen registriert, die den männlichen Samen vor der Trächtigkeit in ihrem Geschlechtstrakt aufbewahrten. Die Geburten fallen gewöhnlich mit dem häufigsten Auftreten der Beutetiere zusammen. Ein Wurf enthält bis zu 3 Nachkommen, die 30 bis 40 Tage gesäugt werden.

## Gefährdung
Regionale Populationen können durch Umwandlung der Wälder in Ackerland und Siedlungen beeinträchtigt werden. Die Art gilt als anpassungsfähig und ihr Bestand als stabil. Die IUCN listet die Winzige Zwergfledermaus als nicht gefährdet (least concern).